# 田中学
田中 学（たなか まなぶ、1973年9月25日 -）は、兵庫県競馬組合に所属の元騎手、現調教師。

## 来歴
兵庫県競馬を代表する騎手の一人であり、同級生に岩田康誠や永島太郎がいるが、後述する理由によりデビューは彼らより遅く1993年のデビューである。デビュー当時は父の田中道夫がまだ現役の騎手だったこともあり、勝負服の柄は黄・紫菱山形であった。勝負服は田中道夫が引退してまもなく、父が使用していたものを継ぐ形で現在の配色となった。
初騎乗は1993年4月15日、園田1Rでハギノテーオーの3着（7頭立て）であった。同年4月22日、園田7Rでワイルドハリケーンに騎乗し1着となり、初勝利を挙げる。デビュー年には年間32勝を挙げ、兵庫県競馬におけるデビュー年最多勝利記録となった。
その後はなかなか勝ち星を伸ばすことが出来ず、リーディングは毎年6-10位あたりであったが、少しずつ勝つペースを上げ、小牧太、赤木高太郎がJRAに移籍することになった2004年に完全に脱皮、2003年までは年間99勝が最高だったところを、2004年は年間200勝と一気に伸ばして同年リーディングは岩田康誠に次ぐ2位に躍進する。岩田が2006年に中央競馬への移籍で兵庫県競馬から抜け、その後は田中と木村健がリーディングジョッキーの座を争っている。
中央競馬では2010年までに8勝を挙げている。
2005年、第1回WSJS地方騎手代表選定競走で2位となり、第19回ワールドスーパージョッキーズシリーズでは補欠騎手として選出された。
2006年5月16日、園田競馬第2競走をエメラルドヒルで優勝し、地方競馬通算1000勝を達成した。
2007年、2008年と2年連続で兵庫ダービーを制覇した。
2008年9月2日園田第5競走で騎乗馬が故障して落馬した上に、後続馬に踏まれ第1、第2腰椎脱臼骨折と診断された。車椅子になってもおかしくない重傷だったが、7ヵ月後の2009年3月27日に復帰して、第4競走で復帰後初勝利を挙げている。
2010年10月14日第13回園田競馬4日目第8競走3歳以上B2級一般戦をスカーレットドレスで優勝（10頭立て1番人気）し、13926戦目で地方競馬通算2000勝達成。
2014年11月26日園田・兵庫ジュニアグランプリをジャジャウマナラシで勝ち、ダートグレード競走初制覇。さらに同年は276勝をあげ地方競馬全国リーディングジョッキーとなった。
2015年1月3日園田12Rをエイシンハヤテで勝利して、18685戦目で地方通算3000勝を達成した。父・道夫も騎手時代に3000勝を達成しており、日本競馬界初の父子3000勝ジョッキーとなった。
2018年2月27日、園田9Rでヴァルディスーザに騎乗し1着となり、2万1458戦目で地方通算3561勝を達成したことで、園田・姫路競馬所属の生え抜き騎手としては木村健が保持していた通算勝利数3560を抜いて歴代1位となる。
2019年2月21日、第11回園田ユースカップを8枠12番のジンギで優勝。この勝利で、父の田中道夫に並ぶ重賞通算50勝を達成している。同年12月3日、園田10Rをオオエフォーチュンで勝利して、23549戦目で地方通算4000勝を達成した。
2020年10月30日、兵庫クイーンカップをマコトパパヴェロで制して4勝目を挙げ、下原理と3勝でタイであった同レース最多勝を単独最多とした。
2022年7月20日、園田10Rをシュルヴィーヴルで勝利し、2万6492戦目で地方通算4500勝を達成した。
2023年1月31日、姫路競馬8Rでラインオンザトップに騎乗し1着となり、地方通算47600勝を達成した。同年7月26日、園田競馬9Rでディージェーサンに騎乗し1着となり、2万7542戦目で地方通算4700勝を達成した。同年11月26日のジャパンカップで園田から参戦するチェスナットコートに騎乗予定であったが、持病である腰痛の悪化により騎乗をキャンセルした。その後、復帰を目指していたが、腰痛に加えて足のしびれもあり2度の手術をしたが治らず、万全の状態で騎乗するのは困難と判断して、調教師への転向を決めると1度も騎乗することはなかった。
2025年7月18日に発表された令和7年度第1回調教師免許試験に合格したため、7月31日をもって騎手を引退し、翌8月1日付で調教師免許を取得した。兵庫競馬生え抜きとしては史上最多となる地方通算4745勝を挙げた。
地方通算成績27784戦4745勝/JRA通算333戦9勝
地方全国リーディング1回（2014年）、兵庫リーディング4回

## 主な騎乗馬
※太字はダートグレード競走
- トライバルサンダー（2000年播磨賞・兵庫大賞典）
- バクシンクリーク（2000年のじぎく賞）
- サンバコール（2002年兵庫大賞典、2003年アラブ大賞典）
- ミスターサックス（2002年全日本アラブグランプリ、2003年新春賞）
- サンクリント（2003年楠賞兵庫アラブ優駿）
- ジャガーローズ（2004年東海クイーンカップ）
- レッドペガサス（2004年園田ジュニアカップ）
- キクノジェニー（2005年兵庫クイーンカップ）
- ウインドファンタジ（2005年園田ジュニアカップ、2006年園田ユースカップ）
- ユキノアラシ（2007年菊水賞・兵庫ダービー）
- マグマサイン（2007年摂津盃）
- アルアルアル（2007年園田ジュニアカップ）
- キーポケット（2008年兵庫牝馬特別、2009年兵庫サマークイーン賞、2010年読売レディス杯）
- バンバンバンク（2008年兵庫ダービー）
- ハイパーフォルテ（2010年兵庫ダービー、2012年楠賞）
- アルドラゴン（2010年オッズパークグランプリ）
- エーシンブイムード（2011年兵庫クイーンカップ）
- ホクセツサンデー（2011年楠賞）
- エーシンアガペー（2012年摂津盃、2013年マイル争覇・福山牝馬特別）
- エーシンクリアー（2012年兵庫若駒賞・園田ジュニアカップ、2013年岐阜金賞、2014年はがくれ大賞典、2015年はがくれ大賞典、2016年兵庫大賞典・イヌワシ賞）
- ジャジャウマナラシ（2014年兵庫ジュニアグランプリ）
- ハルイチバン（2015年六甲盃）
- トーコーヴィーナス（2015年東海クイーンカップ・のじぎく賞）
- エイシンニシパ（2016年MRO金賞、2017年名港盃・姫山菊花賞、2018年はがくれ大賞典）
- マジックカーペット（2016年園田ジュニアカップ）
- マルトクスパート（2017年園田FCスプリント）
- エイシンアトロポス（2017年佐賀ヴィーナスカップ）
- バズーカ（2017年兵庫ゴールドカップ）
- エイシンスパルタン（2018年金沢スプリントカップ）
- ジンギ（2019年園田ユースカップ・菊水賞、2020年摂津盃・園田金盃、2021年白鷺賞・兵庫大賞典・姫山菊花賞・園田金盃、2022年白鷺賞・兵庫大賞典・六甲盃）
- エイシンエール（2019年兵庫サマークイーン賞）
- テツ（2019年MRO金賞）
- エイシンセラード（2020年兵庫サマークイーン賞）
- マコトパパヴェロ（2020年兵庫クイーンカップ）
- サラコナン（2021年兵庫ユースカップ）
- クレモナ（2021年のじぎく賞）
- グラーツィア（2021年園田プリンセスカップ）
- テーオーエナジー（2021年オータムカップ）
- イグナイター（2021年楠賞、2022年黒潮スプリンターズカップ、黒船賞、かきつばた記念、2023年黒潮スプリンターズカップ、園田チャレンジカップ）
- ニネンビーグミ（2022年兵庫クイーンセレクション、のじぎく賞）
- ベラジオソノダラブ（2022年兵庫若駒賞、2023年菊水賞）
- クーファアチャラ（2023年読売レディス杯）
- シトラルテミニ（2023年金沢シンデレラカップ）

出典:

## エピソード
田中は一度、地方競馬教養センターを退学している。園田の帝王と呼ばれた父と同じ道を歩むべく入学したものの、「あの田中道夫の息子」という周囲からの視線とそのプレッシャーに耐えられなかったためである。
しかし退学後に今度は短期騎手課程にて騎手免許を取得してデビューした。同学年の岩田らよりもデビューが遅いのはこのためである。
中央競馬での初勝利は、兵庫県競馬にサラブレッドが導入された最初の年に園田に入ったダイトクヒテンで参戦した2000年1月の若駒ステークスでの勝利であった。まったく人気がなく、8頭立てだったにもかかわらず単勝は万馬券（7番人気）となった。
2018年2月27日に園田・姫路競馬所属の生え抜き騎手として歴代1位の地方通算3561勝を達成した際に騎乗したヴァルディスーザは、前記録保持者の木村健が、2016年に3377勝の生え抜きジョッキーの新記録を打ち立てたときの騎乗馬であり、さらに同馬がJRA時代に主戦騎手だったのは、その前の記録保持者である小牧太だった。